# Jamilu Collins
Jamilu Collins, né le 5 août 1994 à Kaduna, est un footballeur international nigérian, qui évolue au poste de défenseur au Cardiff City.

## Biographie

### En club
Né à Kaduna en Nigeria, il rejoint en 2012 le club croate du HNK Rijeka. Il ne s'impose pas avec le club, et se voit prêté à d'autres clubs croates, et au club slovène du NK Krka.
Le 6 septembre 2017, il rejoint le club allemand du SC Paderborn.
Le 20 mai 2022, il rejoint l'équipe de Cardiff City

### Carrière internationale
Le 12 septembre 2018, il fait ses débuts avec le Nigeria. 
Il est appelé pour disputer la CAN 2019 en Égypte. 
Il est ensuite appelé pour disputer la CAN 2021 organisée au Cameroun.